# Hemelytroblatta senegalensis
Hemelytroblatta senegalensis är en kackerlacksart som först beskrevs av Lucien Chopard 1929.  Hemelytroblatta senegalensis ingår i släktet Hemelytroblatta och familjen Polyphagidae.
Artens utbredningsområde är Senegal. Inga underarter finns listade i Catalogue of Life.